# Billbergia meyeri
Billbergia meyeri är en gräsväxtart som beskrevs av Carl Christian Mez. Billbergia meyeri ingår i släktet Billbergia och familjen Bromeliaceae. Inga underarter finns listade i Catalogue of Life.